# Dasypogon fossius
Dasypogon fossius là một loài ruồi trong họ Asilidae. Dasypogon fossius được Walker miêu tả năm 1849. Loài này phân bố ở vùng nhiệt đới châu Phi.